# عملية نهر إيجر الجليدي
كانت عملية نهر إيجر الجليدي (بالإنجليزية: Operation Eager Glacier) هي محاولة أمريكية سرية للتجسس على إيران بالطائرات في عامي 1987 و 1988. وقد أصبحت المعلومات التي تم الحصول عليها، جزءًا من تبادل استخباراتي بين المخابرات العسكرية الأمريكية والعراق أثناء الحرب الإيرانية العراقية.
وقعت هذه العملية في نفس وقت العمليات العسكرية الأمريكية الأخرى في الخليج، بما في ذلك عملية إرنست ويل، وعملية برايم شانس وعملية فرس النبي.
وبعد سنوات، في 22 يوليو 1992، أدلى الرئيس السابق لهيئة الأركان المشتركة الأدميرال وليام جيه كرو بشهادته أمام لجنة القوات المسلحة بمجلس النواب بشأن اتهامات بأن البنتاغون أخفى أدلة حول إسقاط طائرة ركاب إيرانية عام 1988 من قبل سفينة البحرية الأمريكية يو إس إس فينسينز. نفى كرو تهم التستر، وتحدث بإيجاز عن عملية نهر إيجر الجليدي وبقية جهود الولايات المتحدة لتوفير معلومات استخباراتية للعراق. وقال كرو إن مسؤولي البنتاغون قد أبلغوا«لجان الكونجرس ذات الصلة» على العملية في 5 و 6 و 13 أكتوبر 1987. وأضاف: «بالمناسبة، في رأيي، لم تكن هذه التبادلات مربحة لنا بشكل خاص».

## التفاصیل
عملية نهر إيجر الجليدي كانت عملية سرية لوكالة المخابرات المركزية للحصول علی معلومات استخبارية عن إيران. وحتى الآن تم نشر أجزاء من هذه العملية فقط. ومن المعروف أن وكالة المخابرات المركزية أرسلت طائرات فوق القواعد الإيرانية في يوليو 1987.
وكانت الطائرات المستخدمة هي طائرات التجسس U-2 وطائرات الأعمال الصغيرة وحتى طائرات الهليكوبتر.
وقد دعمت زوارق الدوريات البحرية من طراز مارك 3 (Mark III) ووحدات الهليكوبتر عملية المراقبة الجوية. حیث انتشرت القوات الخاصة التي تدير زوارق الدورية والمروحيات، على متن سفينتين عائمتين عملاقتين لدعم الطائرات في حال اكتشافها؛
ويبدو أن طائرات التجسس تعرضت لنيران إيرانية في العديد من المرات.
وبعد الحصول علی المعلومات أعد البنتاغون خطط طوارئ مفصلة لشن غارات سرية على مستودعات الألغام والأرصفة في ميناء بوشهر الإيراني، لكن تم إلغاء هذه الخطط باعتبارها استفزازية وخطيرة للغاية.
ولذلك، قدمت الولايات المتحدة أهدافًا ومعلومات استخبارية للقوات الجوية العراقية لتمكينها من قصف منشآت التخزين الإيرانية في نهاية عام 1987.
وفي رأي الأدميرال الخلفي دينيس بروكس، قائد قوة المهام المشتركة الأمريكية في الشرق الأوسط، كانت العملية قاسية للغاية. وفي فبراير 1988 تم استبدال بروكس كقائد في الخليج، بعد أن اشتكى بمرات من أنه ظل في الظلام بشأن العمليات السرية. وبحسب نيوزويك، في عام 1991 عندما تقاعد بروكس، سلم لوزير البحرية لورانس جاريت تقريرًا من 200 صفحة فيما أسماه عمليات «خارجة عن القانون» في الخليج. والتقرير لا يزال سريا.